# Péter Eckstein-Kovács
Péter Eckstein-Kovács (ur. 5 lipca 1956 w Klużu-Napoce) – rumuński polityk i prawnik narodowości węgierskiej, parlamentarzysta, w 1999 minister delegowany.

## Życiorys
W 1980 ukończył studia prawnicze na Uniwersytecie Babeș-Bolyai w Klużu-Napoce. Przez rok pracował jako doradca prawny w Miercurea-Ciuc, następnie zaczął prowadzić własną praktykę prawniczą w ramach rumuńskiej palestry.
Zaangażował się w działalność polityczną jako członek Demokratycznego Związku Węgrów w Rumunii (UDMR). W latach 1990–1992 sprawował mandat posła do Izby Deputowanych. W latach 1992–1996 był radnym miejskim w Klużu-Napoce, w wyborach w 1996 uzyskał mandat senatora. W 1999 zajmował stanowisko ministra delegowanego ds. mniejszości narodowych w gabinecie, którym kierował Radu Vasile. W 2000 i 2004 ponownie wybierany w skład Senatu, w izbie wyższej zasiadał do 2008, kiedy to nie uzyskał reelekcji. W 2007 jako jedyny spośród parlamentarzystów UDMR opowiedział się przeciwko impeachmentowi prezydenta Traiana Băsescu. W styczniu 2009 został przez tegoż powołany na doradcę ds. mniejszości narodowych. Zrezygnował z tej funkcji we wrześniu 2011. W lutym tego samego roku bezskutecznie ubiegał się o przywództwo w swoim ugrupowaniu, przegrywając z Hunorem Kelemenem.